# Margus Laidre

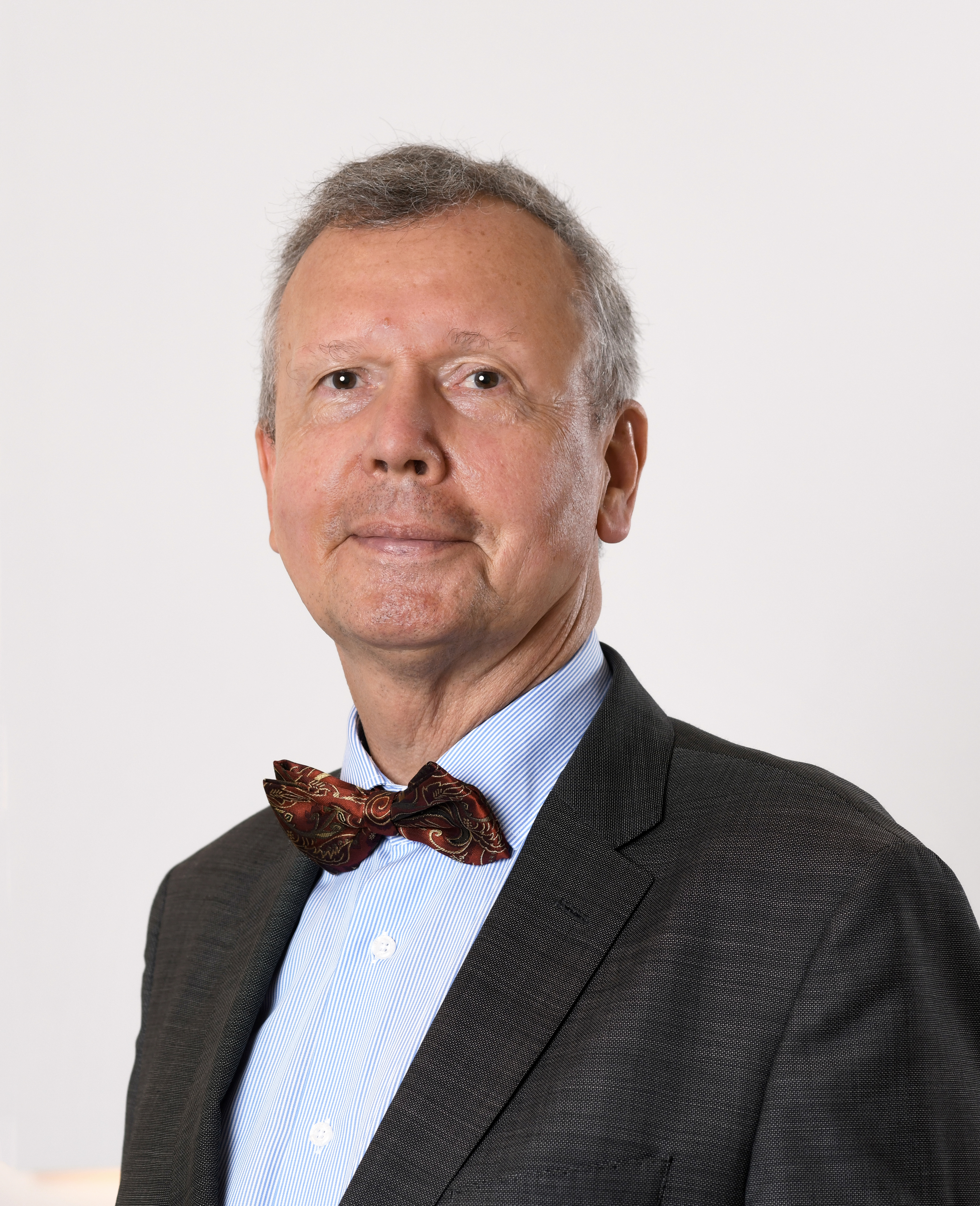
Margus Laidre

Margus Laidre (* 18. September 1959 in Tartu) ist ein estnischer Diplomat und Historiker. Er war von 1996 bis 2000 Botschafter der Republik Estland in Deutschland.

## Leben

### Historiker
Margus Laidre schloss 1982 sein Studium der Geschichte an der Staatlichen Universität Tartu (TRÜ) ab. 1982/83 war er Chefarchivar des Tartuer Stadtmuseums. 1987 wurde er Kandidat der Wissenschaft. Laidre promovierte 2000 im Fach Geschichte zum Dr. phil. Von 1987 bis 1991 war er Dozent für Geschichte in Tartu. Er gilt als einer der führenden Experten zur Geschichte Nordeuropas im 17. Jahrhundert.

### Diplomat
Mit der Wiedererlangung der staatlichen Unabhängigkeit Estlands ging Margus Laidre in den diplomatischen Dienst seines Landes. Von 1991 bis 1996 war er erster estnischer Botschafter in Schweden. 1996 bis 2000 war Laidre Botschafter der Republik Estland in Deutschland, anfangs in Bonn, dann in Berlin. Von 1997 bis 2000 war er gleichzeitig als estnischer Botschafter beim Heiligen Stuhl akkreditiert. Von 2000 bis 2005 arbeitete Margus Laidre als Leiter der Politischen Abteilung im estnischen Außenministerium in Tallinn. Ab 2005 war er estnischer Botschafter im Vereinigten Königreich.
Ab 2010 war Laidre außenpolitischer Berater des estnischen Staatspräsidenten Toomas Hendrik Ilves.
Von 2014 bis 2018 war er estnischer Botschafter in Finnland. Seit 2018 ist er estnischer Botschafter in der Russischen Föderation.

## Werke (Auswahl)
- Schwedische Garnisonen in East- und Livland 1654-1699. Tallinn 1990 (ISBN 5-44-000791-1)
- Lõpu Võidukas Algus. Karl XII Eesti- ja Liivimaal 1700-1701. Tartu 1995 (ISBN 9985-56-113-9)
- Üks Hä Tru ja Öige Sullane. Elust Rootsi sõjaväes Eesti- ja Liivimaal 1654-1700. Tartu 1999 (ISBN 9985-85-812-3)
- Sõnumitooja või Salakuulaja? Nüüdisaegse diplomaatia lätted 1454-1725. Tallinn 2003 (ISBN 9985-30-779-8)
- Dorpat 1558-1708. Linn väe ja vaenu vahel. Tallinn 2008 (ISBN 978-9949-438-30-3)